# Municipio de Marion (condado de Butler)
El municipio de Marion (en inglés: Marion Township) es un municipio ubicado en el condado de Butler en el estado estadounidense de Pensilvania. En el año 2000 tenía una población de 1.330 habitantes y una densidad poblacional de 20.2 personas por km².

## Geografía
El municipio de Marion se encuentra ubicado en las coordenadas 41°07′55″N 79°55′56″O / 41.13194, -79.93222.

## Demografía
Según la Oficina del Censo en 2000 los ingresos medios por hogar en la localidad eran de $35,288 y los ingresos medios por familia eran $41,719. Los hombres tenían unos ingresos medios de $30,956 frente a los $22,083 para las mujeres. La renta per cápita para la localidad era de $15,089. Alrededor del 14,1% de la población estaban por debajo del umbral de pobreza.